# Ilex gleasoniana
Ilex gleasoniana är en järneksväxtart som beskrevs av Julian Alfred Steyermark. Ilex gleasoniana ingår i släktet järnekar, och familjen järneksväxter. Inga underarter finns listade i Catalogue of Life.